# باغ ملك (كفشكنان)
باغ ملك (بالفارسية: باغ‌ملک) هي قرية تقع في إيران في قسم کفشکنان الريفي.